# تومویوکی آراتا
تومویوکی آراتا (انگلیسی: Tomoyuki Arata؛ زادهٔ ۳ اکتبر ۱۹۸۵) بازیکن فوتبال اهل ژاپن است.
از باشگاه‌هایی که در آن بازی کرده‌است می‌توان به باشگاه فوتبال ماتسوموتو یاماگا، باشگاه فوتبال جوبیلو ایواتا، و باشگاه فوتبال جف یونایتد ایچیهارا چیبا اشاره کرد.